# Koroneaspis lonicerae
Koroneaspis lonicerae är en insektsart som beskrevs av Borchsenius 1949. Koroneaspis lonicerae ingår i släktet Koroneaspis och familjen pansarsköldlöss. Inga underarter finns listade i Catalogue of Life.